# Aegopordon
Aegopordon là một chi thực vật có hoa trong họ Cúc (Asteraceae).

## Loài
Chi Aegopordon gồm các loài: